# Košarkarski Klub Koper Primorska
El Košarkarski Klub Koper Primorska o KK Koper Primorska és un equip de bàsquet professional de Koper a Eslovènia.
El club es va fundar el 2016 amb el nom de KK Sixt Primorska i era la unió d'uns altres dos clubs, el KK Lastovka i el ŠD Koš Koper.

## Palmarès
- Lliga Adriàtica 2
  - Campions (1): 2018-19
  - Finalistes (1): 2017-18
- Lliga eslovena
  - Campions (1): 2018-19
- Copa eslovena
  - Campions (3): 2018, 2019, 2020
- Supercopa eslovena
  - Campions (2): 2018, 2019